# Петрович, Лилиана
Лилиана Петрович (серб. Љиљана Петровић; 1939, Брод, Королевство Югославия — 4 февраля 2020, Нови-Сад, Сербия) — югославская (сербская) певица, популярная в 1960-х и 1970-х годах. Известна как первая представительница Югославии на конкурсе песни Евровидение в 1961 году.

## Биография
Родилась в 1939 году в сербском городе Брод.

### Карьера
Свою певческую карьеру начала в 1960 году, когда её заметил директор Jugoton в городе Мали-Лошинь. Немного позже, её заметил и Йоше Прившек.

### Евровидение
В 1961 году участвовала на первом национальном отборе от Югославии на Конкурс песни Евровидение 1961 года. С песней «Неке давне звезде», написанной Йоше Прившеком, певица заняла 1 место в отборе. Лилиане было предоставлено участие на конкурсе.
Конкурс проводился во французском городе Канны. Лилиана выступила пятой (после представительницы Финляндии и перед представительницей Нидерландов). В конце голосования, песня набрала 9 баллов, заняв 8 место.
Лилиана стала первой представительницей Югославии на Евровидении.

### После Евровидения
В дальнейшем времени, часто выступала на фестивалях. Её самым известным хитом в карьере певицы является песня Нека то не буде у пролеће, которую она исполнила на фестивале в Опатии. Завершила певческую карьеру в конце 1970-х. Позже писала стихи хайку. В 1991 году опубликовала свою первую книгу.

## Смерть
4 февраля 2020 года умерла в сербском городе Нови-Сад в возрасте 80-81 года.